# Бурковка (Нежинский район)
Бурко́вка (укр. Бурківка) — село в Нежинском районе Черниговской области Украины. Население 476 человек. Занимает площадь 1,876 км².
Код КОАТУУ: 7423380801. Почтовый индекс: 16642. Телефонный код: +380 4631.

## Власть
Орган местного самоуправления — Бурковский сельский совет. Почтовый адрес: 16642, Черниговская обл., Нежинский р-н, с. Бурковка, ул. Ленина, 18.

## История
В XIX веке село Бурковка было в составе Хороше-Озерской волости Борзнянского уезда Черниговской губернии, позже — в составе Нежинского уезда. В селе была Вознесенская церковь.

## Известные уроженцы
- Лизогуб, Андрей Иванович